# أليخاندرو لايرا
أليخاندرو لايرا (بالإسبانية: Alejandro Larrea) هو مدرب كرة قدم أوروغواياني، ولد في 5 ديسمبر 1966 في مونتفيدو في الأوروغواي.

## وصلات خارجية
- أليخاندرو لايرا على موقع قاعدة بيانات كرة القدم.إي يو (الإنجليزية)